# Tetragnatha demissa
Tetragnatha demissa är en spindelart som beskrevs av Ludwig Carl Christian Koch 1872. Tetragnatha demissa ingår i släktet sträckkäkspindlar, och familjen käkspindlar. Inga underarter finns listade i Catalogue of Life.